# Geophilus labrofissus
Geophilus labrofissus är en mångfotingart som beskrevs av Karl Wilhelm Verhoeff 1938. Geophilus labrofissus ingår i släktet Geophilus och familjen storjordkrypare.
Artens utbredningsområde är Slovenien. Inga underarter finns listade i Catalogue of Life.